# Хютър
Хютър (на английски: Huetter, звуков файл и буквени символи за произношението на Hue ) е град в окръг Кутни, щата Айдахо, САЩ. Хютър е с население от 96 жители (2000) и обща площ от 0 km². Намира се на 653 m надморска височина. Телефонният му код е 208.